# 韦克桑地区杜多维尔
韦克桑地区杜多维尔（法語：Doudeauville-en-Vexin，法語發音：[dudovil ɑ̃ vɛksɛ̃]）是法国厄尔省的一个市镇，属于莱桑德利区。

## 地理
韦克桑地区杜多维尔（49°19'39"N, 1°35'22"E）面积5.85 平方千米，位于法国诺曼底大区厄尔省，该省份为法国北部内陆省份，北起滨海塞纳省，西接奧恩省和卡爾瓦多斯省，南至厄尔-卢瓦省，东临瓦兹省、瓦兹河谷省和伊夫林省。
与韦克桑地区杜多维尔接壤的市镇（或旧市镇、城区）包括：埃特雷帕尼、隆尚、韦克桑地区诺容。

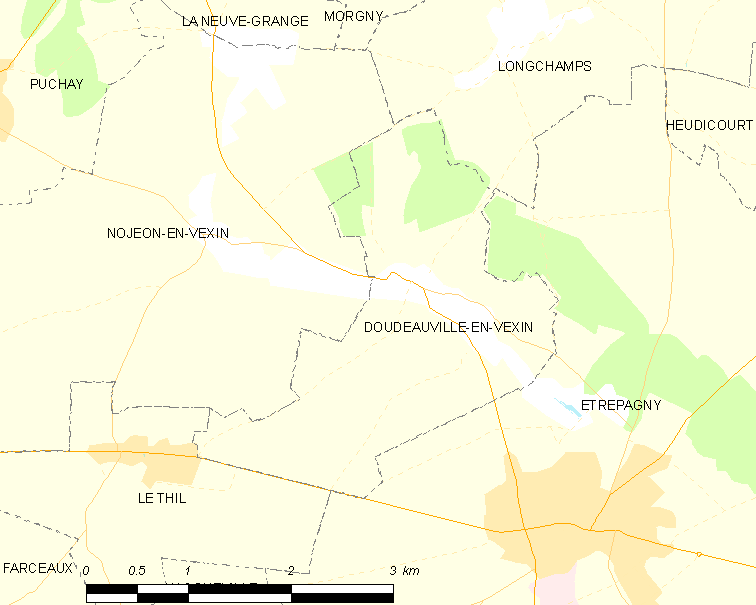
韦克桑地区杜多维尔的OSM定位图

韦克桑地区杜多维尔的时区为UTC+01:00、UTC+02:00（夏令时）。

## 行政
韦克桑地区杜多维尔的邮政编码为27150，INSEE市镇编码为27204。

## 政治
韦克桑地区杜多维尔所属的省级选区为日索尔县。

## 人口

1962-2008年间韦克桑地区杜多维尔人口变化图示

韦克桑地区杜多维尔于2022年1月1日时的人口数量为265人。